# Inferno (Motörheadov album)
Inferno je osamnaesti studijski album britanskog rock-sastava Motörhead. Diskografska kuća Steamhammer objavila ga je 21. lipnja 2004., a Metal-is Records objavio ga je dan poslije u Sjevernoj Americi.

## O albumu
Skupina je počela pisati pjesme za Inferno u veljači 2004. Članovi sastava izjavili su da su pjesme za uradak napisali u šest tjedana u velikoj losanđeleskoj prostoriji za probe i da su ih počeli snimati tjedan dana poslije, „dok su još bile svježe”. Prvi je uradak skupine u čijoj je izradi sudjelovao producent Cameron Webb.
Za pjesmu „Whorehouse Blues” snimljen je glazbeni spot. Skupina ga je snimila u lipnju 2005., a objavila ga je u studenome te godine. Pjesma „In the Black” pojavila se u videoigri Brütal Legend.

## Ilustracije
Joe Petagno, dugogodišnji ilustrator skupine, o naslovnici je rekao:

## Popis pjesama
Tekstovi i glazba: Lemmy, Phil Campbell i Mikkey Dee. 
| 1.    | »Terminal Show«           | 3:45 |
| 2.    | »Killers«                 | 4:14 |
| 3.    | »In the Name of Tragedy«  | 3:03 |
| 4.    | »Suicide«                 | 5:07 |
| 5.    | »Life's a Bitch«          | 4:13 |
| 6.    | »Down on Me«              | 4:12 |
| 7.    | »In the Black«            | 4:31 |
| 8.    | »Fight«                   | 3:42 |
| 9.    | »In the Year of the Wolf« | 4:17 |
| 10.   | »Keys to the Kingdom«     | 4:46 |
| 11.   | »Smiling Like a Killer«   | 2:44 |
| 12.   | »Whorehouse Blues«        | 3:52 |
| 48:32 |                           |      |

## Recenzije
| Recenzije     | Recenzije |
| Izvor         | Ocjena    |
| ------------- | --------- |
| AllMusic      | [ 9 ]     |
| Blabbermouth  | 7/10      |
| Rolling Stone | [ 11 ]    |
| Sputnikmusic  | 4/5       |

Dobio je uglavnom pozitivne kritike. Sputnikmusicov recenzent dao mu je četiri boda od njih pet napisavši da bi svi „dokazan[i]” obožavatelji sastava trebali „dodati taj uradak u svoju zbirku” i da „nije loš” prvi album za početnike. Pišući za Blabbermouth, Don Kaye dao mu je sedam bodova od njih deset izjavivši da „nije nešto naročito, ali svakako nije loš” i da je riječ o „mješavini materijala visoke i niže kvalitete”. U osvrtu za Exclaim! Sean Palmerston komentirao je da sadrži „šačicu klasičnih pjesama” i „da možda s vremenom neće postati iznimno Motörheadovo izdanje poput Overkilla ili Ace of Spadesa, ali svejedno je kvalitetan”.
Christian Hoard dao mu je tri zvjezdice od njih pet u recenziji za Rolling Stone zaključivši da sastav „napada silovito kao na ranim klasicima” uz „goleme rifove i pank-ritmove”. Jednaku mu je ocjenu dao James Christopher Monger u osvrtu za AllMusic, koji je rekao da „neće steći nove obožavatelje”, ali da će „legije obožavatelja skupine veselo izabrati četiri omiljene pjesme ili njih pet i pričekati idući nastavak”.

## Zasluge
| Motörhead - Lemmy Kilmister – vokal, bas-gitara; akustična gitara i usna harmonika (na pjesmi „Whorehouse Blues”); skice u knjižici albuma - Philip Campbell – gitara, prateći vokal; akustična gitara (na pjesmi „Whorehouse Blues”) - Mikkey Dee – bubnjevi Dodatni glazbenici - Steve Vai – glavna gitara (na pjesmi „Terminal Show”); gitarska solistička dionica (na pjesmi „Down on Me”) - Curtis Mathewson – gudaća glazbala (na pjesmi „Keys to the Kingdom”) | Ostalo osoblje - Cameron Webb – produkcija, miksanje, tonska obrada - Bob Koszela – dodatna tonska obrada - Sergio Chavez – dodatna tonska obrada, pomoć pri tonskoj obradi - Chris Rakestraw – dodatna tonska obrada - Corey Gash – pomoć pri tonskoj obradi - George Gumbs – pomoć pri tonskoj obradi - Kevin Bartley – mastering - Steffan Chirazi – kreativni direktor - Mark Abramson – umjetnički direktor i dizajn - Robert John – fotografija - Shawn Bathe – fotografija - Joe Petagno – naslovnica |

## Ljestvice
| Ljestvica                                    | Najviša pozicija |
| -------------------------------------------- | ---------------- |
| Austrija                                     | 44.              |
| Belgija (Flandrija)                          | 74.              |
| Finska                                       | 17.              |
| Francuska                                    | 58.              |
| Njemačka                                     | 10.              |
| Škotska                                      | 84.              |
| Švedska                                      | 34.              |
| Švicarska                                    | 36.              |
| Ujedinjeno Kraljevstvo                       | 95.              |
| Ujedinjeno Kraljevstvo (Rock & Metal Albums) | 7.               |